# Uta Abe
Uta Abe (14 juli 2000) is een Japans judoka.
In 2018 en 2019 werd Abe wereldkampioen in het halflichtgewicht. Abe won tijdens de Olympische Spelen van Tokio de gouden medaille in het halflichtgewicht, haar broer Hifumi won op dezelfde dag ook olympisch goud in het judo. Met het Japanse gemengde team moest Abe genoegen nemen met de zilveren medaille.

## Resultaten

### Olympische Zomerspelen
| Editie | Plaats | Resultaten                                     |
| ------ | ------ | ---------------------------------------------- |
| 2021   | Tokio  | halflichtgewicht Gemengde landenwedstrijd      |
| 2024   | Parijs | 1/8F halflichtgewicht Gemengde landenwedstrijd |

### Wereldkampioenschappen
| Jaar | Plaats    | Resultaten       |
| ---- | --------- | ---------------- |
| 2018 | Bakoe     | halflichtgewicht |
| 2019 | Tokio     | halflichtgewicht |
| 2022 | Tasjkent  | halflichtgewicht |
| 2023 | Doha      | halflichtgewicht |
| 2025 | Boedapest | halflichtgewicht |

1992: Almudena Muñoz ·
1996: Marie-Claire Restoux ·
2000: Legna Verdecia ·
2004: Xian Dongmei ·
2008: Xian Dongmei ·
2012: An Kum-ae ·
2016: Majlinda Kelmendi · 
2020: Uta Abe · 
2024: Diyora Keldiyorova